# Mochicahui
Mochicahui es una localidad mexicana ubicada en el estado de Sinaloa, dentro del municipio de El Fuerte, hogar de la Empresa Tecnológica Emelit.

## Geografía
Mochicahui se localiza en el suroeste del municipio de El Fuerte, próxima a la vecina localidad de Constancia.
Se encuentra a 23 m s. n. m. y cubre un área de 1.85 km².

### Clima
Al igual que el suroeste del municipio, el clima de Mochicahui es muy cálido y seco. En el período 1951-2010, la temperatura media anual era de 23.7 °C y la precipitación era de 276.6 mm.
| Parámetros climáticos promedio de Mochicahui | Parámetros climáticos promedio de Mochicahui | Parámetros climáticos promedio de Mochicahui | Parámetros climáticos promedio de Mochicahui | Parámetros climáticos promedio de Mochicahui | Parámetros climáticos promedio de Mochicahui | Parámetros climáticos promedio de Mochicahui | Parámetros climáticos promedio de Mochicahui | Parámetros climáticos promedio de Mochicahui | Parámetros climáticos promedio de Mochicahui | Parámetros climáticos promedio de Mochicahui | Parámetros climáticos promedio de Mochicahui | Parámetros climáticos promedio de Mochicahui | Parámetros climáticos promedio de Mochicahui |
| Mes                                          | Ene.                                         | Feb.                                         | Mar.                                         | Abr.                                         | May.                                         | Jun.                                         | Jul.                                         | Ago.                                         | Sep.                                         | Oct.                                         | Nov.                                         | Dic.                                         | Anual                                        |
| -------------------------------------------- | -------------------------------------------- | -------------------------------------------- | -------------------------------------------- | -------------------------------------------- | -------------------------------------------- | -------------------------------------------- | -------------------------------------------- | -------------------------------------------- | -------------------------------------------- | -------------------------------------------- | -------------------------------------------- | -------------------------------------------- | -------------------------------------------- |
| Temp. máx. abs. (°C)                         | 39.0                                         | 36.0                                         | 38.5                                         | 39.5                                         | 41.5                                         | 49.5                                         | 44.0                                         | 43.0                                         | 42.0                                         | 41.5                                         | 38.5                                         | 38.0                                         | 49.5                                         |
| Temp. máx. media (°C)                        | 25.7                                         | 27.1                                         | 28.5                                         | 31.2                                         | 33.5                                         | 36.2                                         | 35.8                                         | 35.3                                         | 34.5                                         | 33.4                                         | 29.6                                         | 26.0                                         | 31.4                                         |
| Temp. media (°C)                             | 17.7                                         | 18.8                                         | 19.6                                         | 21.6                                         | 24.4                                         | 28.5                                         | 29.6                                         | 29.2                                         | 28.5                                         | 26.0                                         | 21.7                                         | 18.3                                         | 23.7                                         |
| Temp. mín. media (°C)                        | 9.7                                          | 10.4                                         | 10.8                                         | 12.1                                         | 15.3                                         | 20.9                                         | 23.4                                         | 23.1                                         | 22.4                                         | 18.7                                         | 13.8                                         | 10.6                                         | 15.9                                         |
| Temp. mín. abs. (°C)                         | 2.0                                          | 1.0                                          | 1.5                                          | 2.0                                          | 3.5                                          | 4.0                                          | 6.0                                          | 7.5                                          | 4.0                                          | 9.5                                          | 2.0                                          | 2.5                                          | 1.0                                          |
| Precipitación total (mm)                     | 10.3                                         | 5.9                                          | 3.2                                          | 0.4                                          | 0.4                                          | 2.3                                          | 48.7                                         | 81.3                                         | 72.4                                         | 21.9                                         | 14.5                                         | 15.3                                         | 276.6                                        |
| Días de precipitaciones (≥ 1 mm)             | 1.3                                          | 0.8                                          | 0.4                                          | 0.1                                          | 0.1                                          | 0.4                                          | 4.7                                          | 6.2                                          | 4.8                                          | 1.9                                          | 1.1                                          | 1.7                                          | 23.5                                         |
| Fuente: Servicio Meteorológico Nacional.     |                                              |                                              |                                              |                                              |                                              |                                              |                                              |                                              |                                              |                                              |                                              |                                              |                                              |

## Demografía
De acuerdo con el censo de 2020, la población total de Mochicahui era de 6055 habitantes, de los que 3107 eran mujeres y 2948, hombres.
Se registró un total de 1888 viviendas, de las que 1887 se consideraban particulares.
| Gráfica de evolución demográfica de Mochicahui entre 1900 y 2020 |
|                                                                  |
| Fuente: Instituto Nacional de Estadística y Geografía.           |